# Club Deportivo Popular Atlético Junior
Il Club Deportivo Popular Atlético Junior de Barranquilla, meglio nota come Atlético Junior o Junior Barranquilla è una società calcistica colombiana con sede nella città di Barranquilla. Milita nella Categoría Primera A, la massima serie del campionato di calcio colombiano.

## Storia

### Fondazione
Il club fu fondato nel 1923 per rappresentare i quartieri San Roque e Rebolo di Barranquilla. Il movimento ebbe origine dalla Scuola Salesiana che creò la squadra Juventus, giacché i salesiani erano di origine italiana, ma dopo la compagine fu conosciuta come Juventud.

### Era professionale
Nel 1948, con il nome Atletico Junior partecipò al primo torneo del Calcio Professionale Colombiano della División Mayor (División Mayor del Fútbol Colombiano, detta anche "Dimayor"), rimanendo vicecampione con quattro punti sotto il Santa Fe. In questo periodo la squadra era conosciuta come i Miuras.
Nel 1949 fu invitato dall'Adefutbol a partecipare come rappresentante della Colombia al Campeonato Sudamericano di Rio de Janeiro, Brasile, essendo stato sanzionato dalla Dimayor colombiana per due anni (con la rottura, quindi, delle relazioni fra la stessa Dimayor e l'Adefutbol).
Nel 1966 lo Junior tornò in Prima Divisione dopo 13 anni di problemi economici; in questo primo torneo i tiburones terminano ottavi nel torneo, con 53 punti.
Nel 1967 lo Junior ingaggiò tre grandi giocatori brasiliani: Garrincha, Dida e Quarentinha; terminò la maggiore competizione nazionale al quinto posto con 59 punti. Garrincha giocò solo una partita contro il Santa Fe.
Nel Torneo di Apertura la squadra biancorossoblu chiuse quinta con 28 punti, terminò quello di Clausura sesta con 29 punti.

### 1977: prima stella

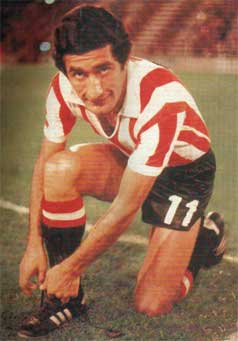
Juan Ramón Verón, fra gli artefici del primo titolo nazionale nel 1977.

Nel 1977 entrarono in squadra il centrocampista argentino Eduardo Solari e Alfredo Arango. In difesa tornò Jesús Rubio. Nel Torneo di Apertura lo Junior terminò primo con 35 punti, due più dell'inseguitore Deportivo Cali. Così, i rojblanco vinsero il Torneo d'Apertura e si classificarono automaticamente all'esagonale finale. Nel Torneo di Finalizzazione furono piazzati nel gruppo A, classificandosi ultimi con 18 punti. Nell'esagonale la squadra terminò prima con 15 punti, tre in più del vicecampione Deportivo Cali: la formazione di Barranquilla otteneva il suo primo campionato nazionale e la seconda partecipazione in Coppa Libertadores. Finita la stagione, lasciarono la squadra gli argentini Solari, Juan Ramón Verón e il portiere Juan Carlos Delménico.

### 1980: seconda stella
Nel 1980 tornò Delménico e lo Junior terminò capolista dell'Apertura con 35 punti, pari merito con il Deportivo Cali, con cui i barranquilleri si classificarono ai quadrangolari semifinali. Nella clausura lo Junior rimase ultimo del gruppo A con 10 punti. I biancorossoblu terminarono i quadrangolari semifinali in testa al gruppo B con 8 punti, 1 punto al di sopra dell'Atletico Nacional, classificandosi quindi al quadrangolare semifinale di fronte allo stesso Nacional e alle due caleñe Deportivo e América. I rojblancos si laurearono campioni senza perdere alcuna gara nel quadrangolare finale, totalizzando 9 punti.

### 1993: terzo titolo professionale
Nel 1993 tornarono Alexis Mendoza, Miguel Ángel Guerrero e Oswaldo Mackenzie e arrivarono per la prima volta Jorge Bolaño e il massimo idolo nella storia della squadra nonché miglior giocatore colombiano della storia, Carlos Valderrama (incluso nel top 50 dei migliori giocatori di calcio della storia secondo la FIFA). Nell'Apertura i barranquilleri chiusero primi del gruppo B con 21 punti (5 più dell'Atlético Nacional, secondo), classificandosi ai quadrangolari finali; nella finalizzazione si classificarono secondi con 35 punti, a 4 lunghezze dalla capolista Independiente Medellín. Lo Junior ottenne dalle due sessioni 1,50 punti. Disputò i quadrangolari nel gruppo A accanto a Nacional, Millonarios e Once Caldas. Dopo essere giunti secondi ex aequo con il Nacional (8,50 punti), i rojblanco si classificarono infine primi con 7 punti (com il Medellín). Miguel Guerrero fu il capocannoniere del campionato con 34 gol e il club fu ammesso per la quinta volta alla Coppa Libertadores.

### Coppa Libertadores 1994

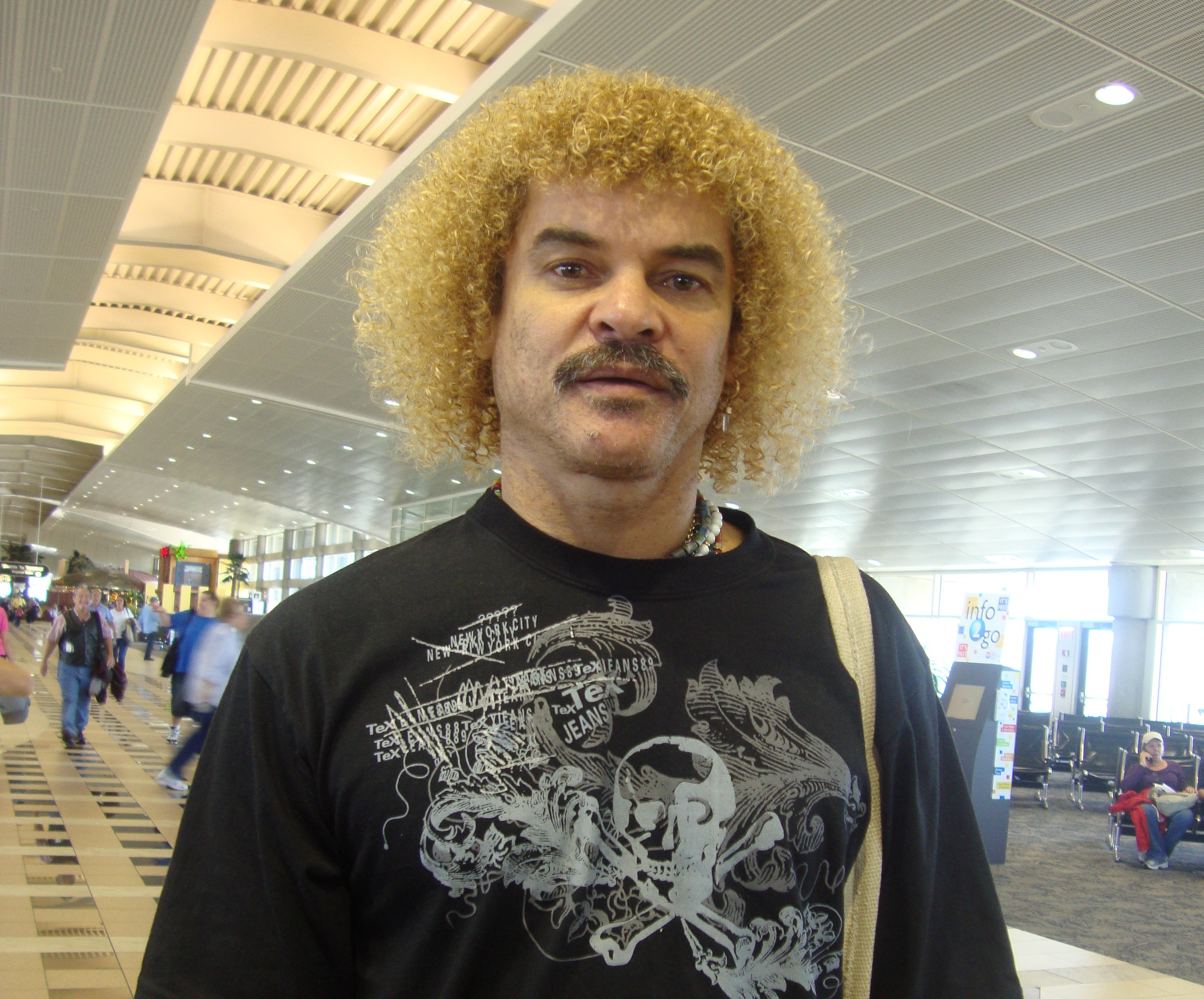
Nelle edizioni del 1993 e 1995 Carlos Valderrama si coronó campione con lo Junior, vincendo così il titolo di "idolo".

Nel 1994, acquistato l'attaccante cileno Cristian Montesinos, nella Coppa Libertadores l'Atletico si classificò terzo nel gruppo 1, composto dall'Independiente Medellín e dalle paraguaiane Olimpia e Cerro Porteño; agli ottavi di finale eliminò il cileno Colo-Colo 4-3 ai rigori (dopo aver finalizzato un risultato di 3-3 fra andata e ritorno), per poi, ai quarti di finale battere la connazionale Independiente Medellín 2-0. Ai semifinali, lo Junior fu eliminato dall'argentino Vélez Sársfield 5-4 ai rigori, dopo aver rimediato un altro 3-3.

### 1995: quarta stella
Nella Copa Mustang 1995 lo Junior è ancora campione nazionale con 62 punti, qualificandosi per la sesta volta nella sua storia alla Coppa Libertadores. Iván René Valenciano è capocannoniere con 24 gol.

### 2004: quinta stella
I tiburones terminarono il Torneo di Apertura del 2004 quinti con 30 punti, classificandosi ai quadrangolari semifinali, in cui furono piazzati nel gruppo A accanto a Nacional, America e Pasto. Chiusero questa fase all'ultima posizione con 6 punti. I biancorossoblu si classificarono infine ottavi, con 28 punti ai quadrangolari finali del Torneo di finalizzazione. Nel gruppo B, assieme a Deportivo Cali, Independiente Medellín e Atlético Bucaramanga, si qualificarono alla finale con 13 punti, 5 di distacco dai bianco verdi del Deportivo. Nella doppia finale di categoria, lo Junior incontrò ancora l'Atletico Nacional, vincendo in casa 3-0 e perdendo 5-2 a Medellín; ai rigori i rojblanco vinsero 5-4 ottenendo la loro nona qualificazione alla Coppa Libertadores. In quella stessa stagione l'Atletico fu campione del torneo amichevole "Coppa Cotton USA", disputata a Medellín come ricordo per i dieci anni dalla morte di Andrés Escobar.

### 2010: sesta stella
Nella Coppa Libertadores 2010 fu eliminato dal Racing dei Montevideo, perdendo 4-2.
Nell'Apertura terminò terzo con 32 punti, a due lunghezze dalla capolista Deportes Tolima dopo una sofferta classificazione e vinse 2-0 contro l'Envigado F.C.; battuto in semifinale, in trasferta l'Independiente Medellin, nella finale sconfisse l'Equidad 3-2 in una gara al cardiopalmo, decisa da un gol su palla carambolata tirata da Carlos Bacca, a quattro minuti dal termine. Con 12 marcature, Bacca condivise il titolo di capocannoniere della competizione con Carlos Rentería dell'Equidad. In quella stessa stagione, in Coppa Colombia lo Junior fu secondo nel gruppo A con 18 punti, in coabitazione con il Real Cartagena che passò il turno in virtù della migliore differenza reti (5, una rete più dell’Atletico).

### 2011: settima stella

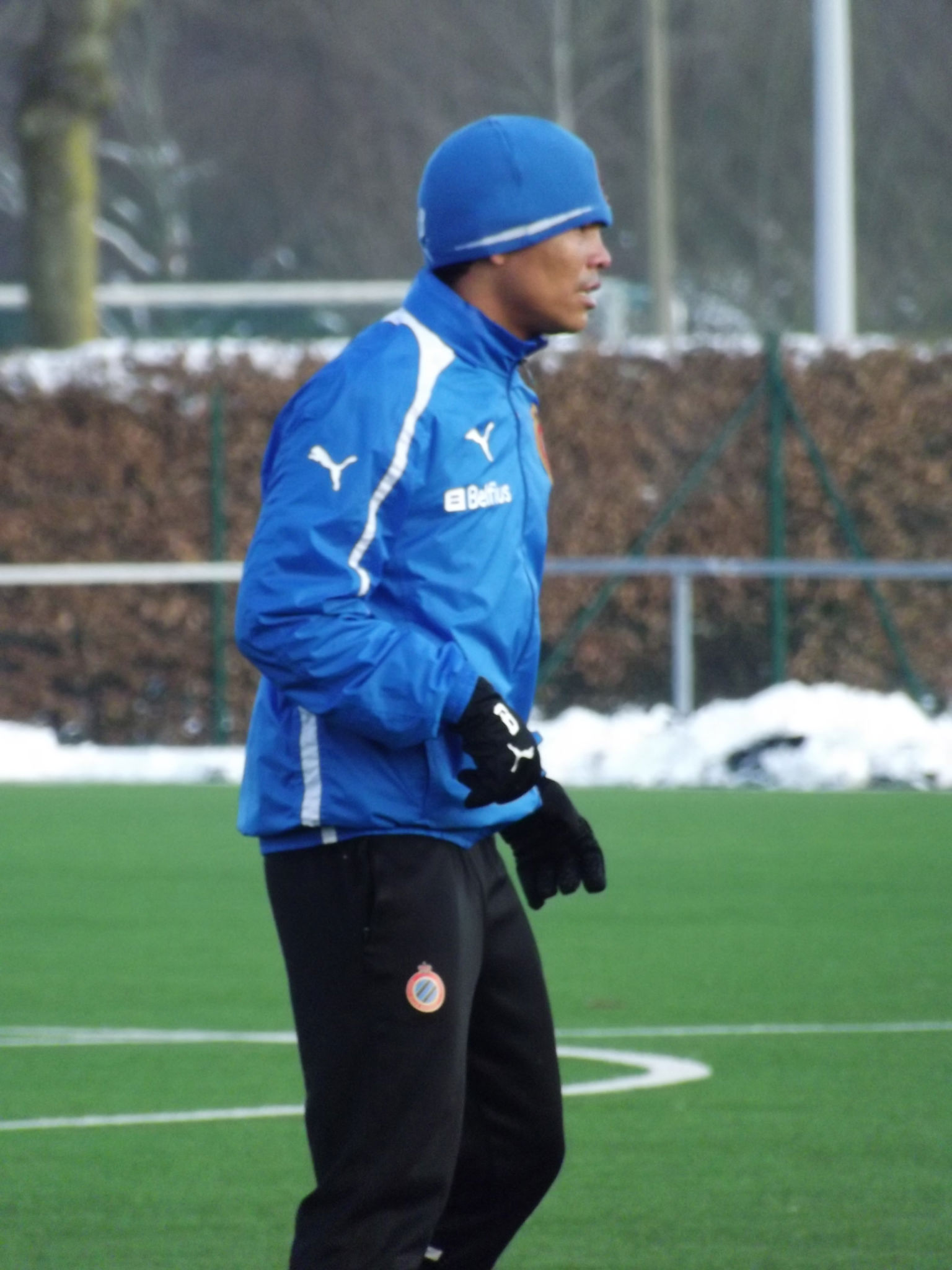
Carlos Bacca, goleador per il secondo anno consecutivo nel 2011.

In Coppa Libertadores 2011 la squadra terminò leader del gruppo 2 con 13 punti, 3 di vantaggio sul Gremio. Negli ottavi di finale affrontò i Jaguares de Chiapas, pareggiando 1-1 a Tuxtla Gutiérrez e 3-3 a Barranquilla, venendo eliminato a causa della regola dei gol in trasferta.
Per il Torneo di Finalizzazione 2011 cambiò nuovamente presidente, con la successione di Antonio Char ad Arturo Char. Lo Junior terminò 1° nella parte preliminare, con 1 punto di vantaggio sull'Itagüí Ditaires e nelle fasi finali superò il Boyacá Chicó, avendo giocato solo i primi 45 minuti nella gara d'andata a Tunja dopo l'aggressione a un giudice di linea. Il Boyacá Chicó fu quindi sanzionato con l'annullamento del punto che aveva raccolto fino a quel momento, essendo sufficiente il 2-2 a Barranquilla (in rimonta dallo 0-2 per il Chicó) per classificarsi alle semifinali, dove fu sconfitto il Millonarios: lo Junior perse 3-0 a Bogotá (in casa dei bianco-blu) e vinse con lo stesso risultato fra le mura amiche, poi battendo 5-4 ai rigori i capitolini. Nella finale batté in casa l'Once Caldas, 3-2 in rimonta, e perse 2-1 a Manizales, in casa dei blancos, vincendo infine 2-4 ai rigori e aggiudicandosi il suo settimo titolo nazionale. Ancora, Carlos Bacca fu capocannoniere del massimo campionato con 12 gol.

## Organico

### Calciatori in rosa
Aggiornato al 3 novembre 2023
| N. |                      | Ruolo | Calciatore                 |
| -- | -------------------- | ----- | -------------------------- |
| 1  | Uruguay (bandiera)   | P     | Sebastián Viera (capitano) |
| 3  | Colombia (bandiera)  | D     | César Haydar               |
| 4  | Colombia (bandiera)  | D     | Willer Ditta               |
| 5  | Colombia (bandiera)  | C     | Larry Vásquez              |
| 6  | Colombia (bandiera)  | C     | James Sánchez              |
| 7  | Colombia (bandiera)  | C     | Sherman Cárdenas           |
| 8  | Colombia (bandiera)  | C     | Fredy Hinestroza           |
| 10 | Venezuela (bandiera) | C     | Luis González              |
| 11 | Colombia (bandiera)  | C     | Daniel Moreno              |
| 12 | Colombia (bandiera)  | D     | Gabriel Fuentes            |
| 13 | Colombia (bandiera)  | C     | Cristian Higuita           |
| 14 | Colombia (bandiera)  | C     | Leonardo Pico              |
| 15 | Colombia (bandiera)  | A     | Carmelo Valencia           |
| 16 | Colombia (bandiera)  | D     | Germán Mera                |

| N. |                     | Ruolo | Calciatore        |
| -- | ------------------- | ----- | ----------------- |
| 17 | Colombia (bandiera) | D     | Gabriel Fuentes   |
| 18 | Colombia (bandiera) | C     | Didier Moreno     |
| 19 | Colombia (bandiera) | A     | Luis Sandoval     |
| 20 | Colombia (bandiera) | D     | Marlon Piedrahita |
| 21 | Colombia (bandiera) | D     | Jefferson Gómez   |
| 22 | Colombia (bandiera) | P     | Sergio Pabón      |
| 23 | Colombia (bandiera) | D     | Jeison Angulo     |
| 24 | Colombia (bandiera) | D     | Daniel Rosero     |
| 25 | Colombia (bandiera) | C     | Víctor Cantillo   |
| 27 | Colombia (bandiera) | D     | Fabián Viáfara    |
| 28 | Colombia (bandiera) | C     | Edwuin Cetré      |
| 29 | Colombia (bandiera) | A     | Teófilo Gutiérrez |
| 32 | Colombia (bandiera) | A     | Carlos Bacca      |

### Rosa 2017
| N. |                      | Ruolo | Calciatore           |
| -- | -------------------- | ----- | -------------------- |
| 1  | Uruguay (bandiera)   | P     | Sebastián Viera      |
| 2  | Colombia (bandiera)  | D     | Germán Gutiérrez     |
| 3  | Colombia (bandiera)  | D     | Deivy Balanta        |
| 4  | Colombia (bandiera)  | D     | David Murillo        |
| 5  | Colombia (bandiera)  | D     | Andrés Felipe Correa |
| 6  | Colombia (bandiera)  | C     | James Sánchez        |
| 7  | Colombia (bandiera)  | C     | Sebastian Hernández  |
| 8  | Colombia (bandiera)  | C     | Faber Cañaveral      |
| 9  | Paraguay (bandiera)  | A     | Roberto Ovelar       |
| 10 | Colombia (bandiera)  | C     | Jarlan Barrera       |
| 11 | Argentina (bandiera) | A     | Bernardo Cuesta      |
| 12 | Colombia (bandiera)  | P     | José Luis Chunga     |
| 13 | Colombia (bandiera)  | D     | Jonathan Ávila       |
| 14 | Colombia (bandiera)  | A     | Edison Toloza        |

| N. |                     | Ruolo | Calciatore       |
| -- | ------------------- | ----- | ---------------- |
| 15 | Colombia (bandiera) | C     | Leonardo Pico    |
| 16 | Colombia (bandiera) | C     | Robinson Aponzá  |
| 17 | Colombia (bandiera) | A     | Michael Rangel   |
| 18 | Colombia (bandiera) | C     | Yony González    |
| 20 | Colombia (bandiera) | D     | Héctor Quiñónes  |
| 22 | Colombia (bandiera) | C     | Jair Mosquera    |
| 21 | Colombia (bandiera) | C     | Jonathan Estrada |
| 25 | Colombia (bandiera) | C     | Rafael Carrascal |
| 26 | Colombia (bandiera) | A     | Léiner Escalante |
| 28 | Colombia (bandiera) | C     | Enrique Serje    |
| 29 | Colombia (bandiera) | A     | Jorge Aguirre    |
| 30 | Colombia (bandiera) | C     | Juan Camilo Roa  |
|    | Colombia (bandiera) | C     | Luis Narváez     |
|    | Colombia (bandiera) | C     | Yeison Gordillo  |

## Palmarès

### Competizioni nazionali
- Campionato colombiano: 10

1977, 1980, 1993, 1995, 2004-II, 2010-I, 2011-II, 2018-II, 2019-I, 2023-II
- Copa Colombia: 2

2015, 2017
- Súper Liga: 2

2019, 2020

### Altri piazzamenti
- Campionato colombiano:

Secondo posto: 1948, Apertura 1970, Apertura 1972, Finalización 1976, 1983, 2000, 2003-I, 2009-I, 2014-I, 2015-II, 2016-I, 2019-II
Terzo posto: Finalización 1968, Apertura 1969, Finalización 1979, 1991
- Copa Colombia:

Finalista: 2016, 2022
Semifinalista: 2009, 2011, 2014
- Súper Liga:

Finalista: 2012, 2024
- Coppa Libertadores:

Semifinalista: 1994
- Coppa Sudamericana:

Finalista: 2018
Semifinalista: 2017